# ألكسندر بوفين
ألكسندر يفغينييفيتش بوفين (الروسية: Александр Евгеньевич Бовин)، من مواليد 9 أغسطس 1930، وتوفي بتاريه 29 أبريل 2004، هو كاتب سياسي ودبلوماسي وصحفي روسي، اشتهر ألكسندر بوفين كأول سفير الاتحاد السوفيتي لدى إسرائيل.